# Sabó d'afaitar

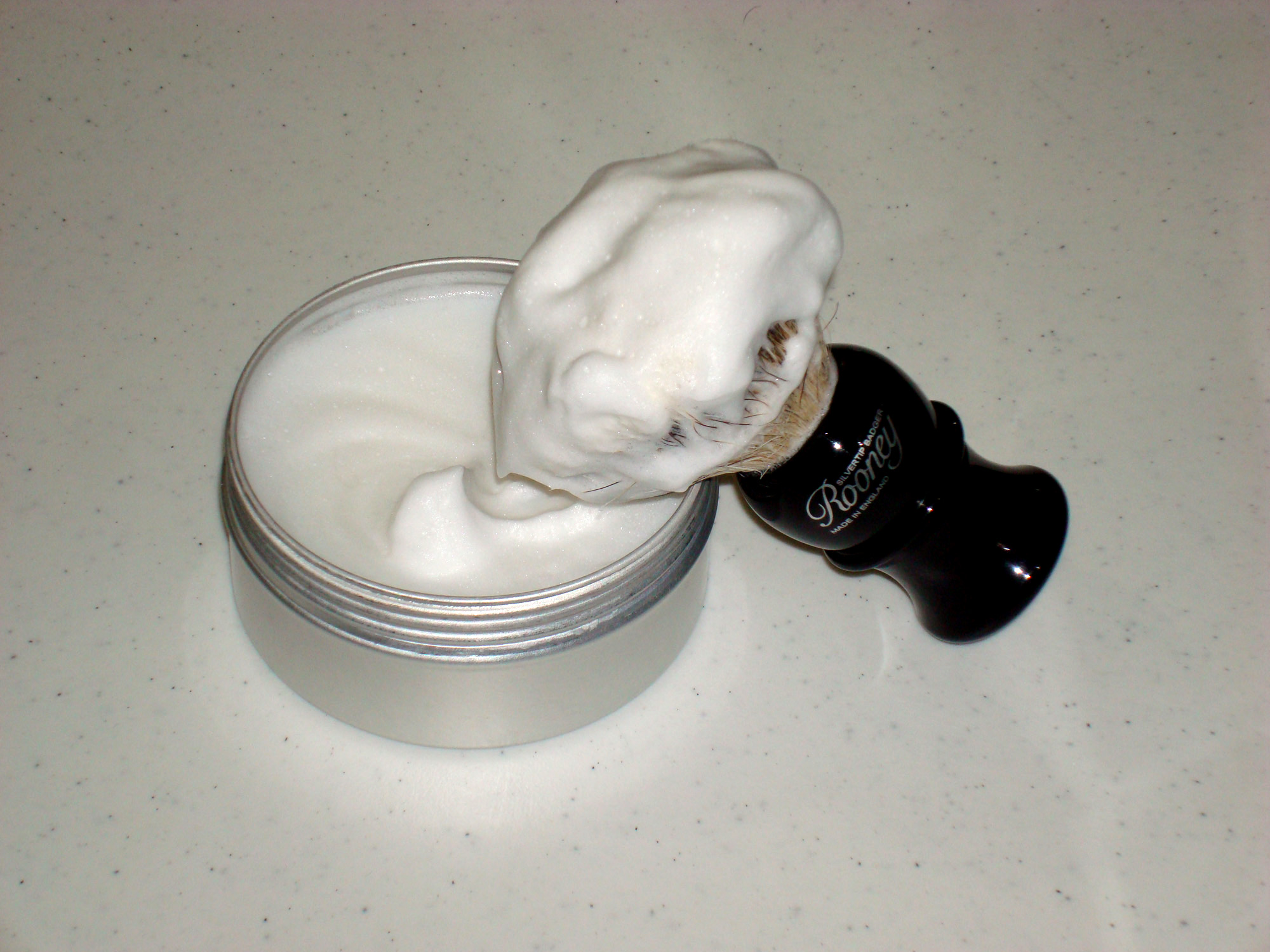
Escuma generada a partir d'un sabó d'afaitar. El sabó ve en una gerreta metàl·lica que es pot tancar hermèticament amb la seva pròpia tapadora; presentació típica d'alguns sabons clàssics.

Un  sabó d'afaitar  és un sabó dissenyat especialment per afaitar la barba o el borrissol corporal, s'utilitza conjuntament amb una brotxa per generar escuma. L'escuma que surt del sabó assoleix una densitat cremosa que lubrica la pell durant l'afaitat per millorar el lliscament de la navalla o maquineta protegint de talls i irritació. Encara que avui dia les escumes i gels en pot li han pres el seu lloc al sabó d'afaitar, aquest segueix sent usat per molts homes entusiastes d'un bon afaitat.
Generalment, hi ha dos tipus de sabons dissenyats per afaitar: suaus i durs. Els sabons suaus són més barats i es converteixen fàcilment en escuma, de manera que duren menys temps. Els sabons durs, en canvi, solen ser més cars però en general de més qualitat i duraran més temps.

## Història
Els sabons per afaitar durs han existit almenys des de principis del segle xix. Williams (un clàssic sabó per afaitar americà) està en producció des de 1840.
Les barretes de sabó per afaitar (en forma cilíndrica, dissenyades per al viatge) han existit almenys des de mitjan segle xix.

## Presentacions

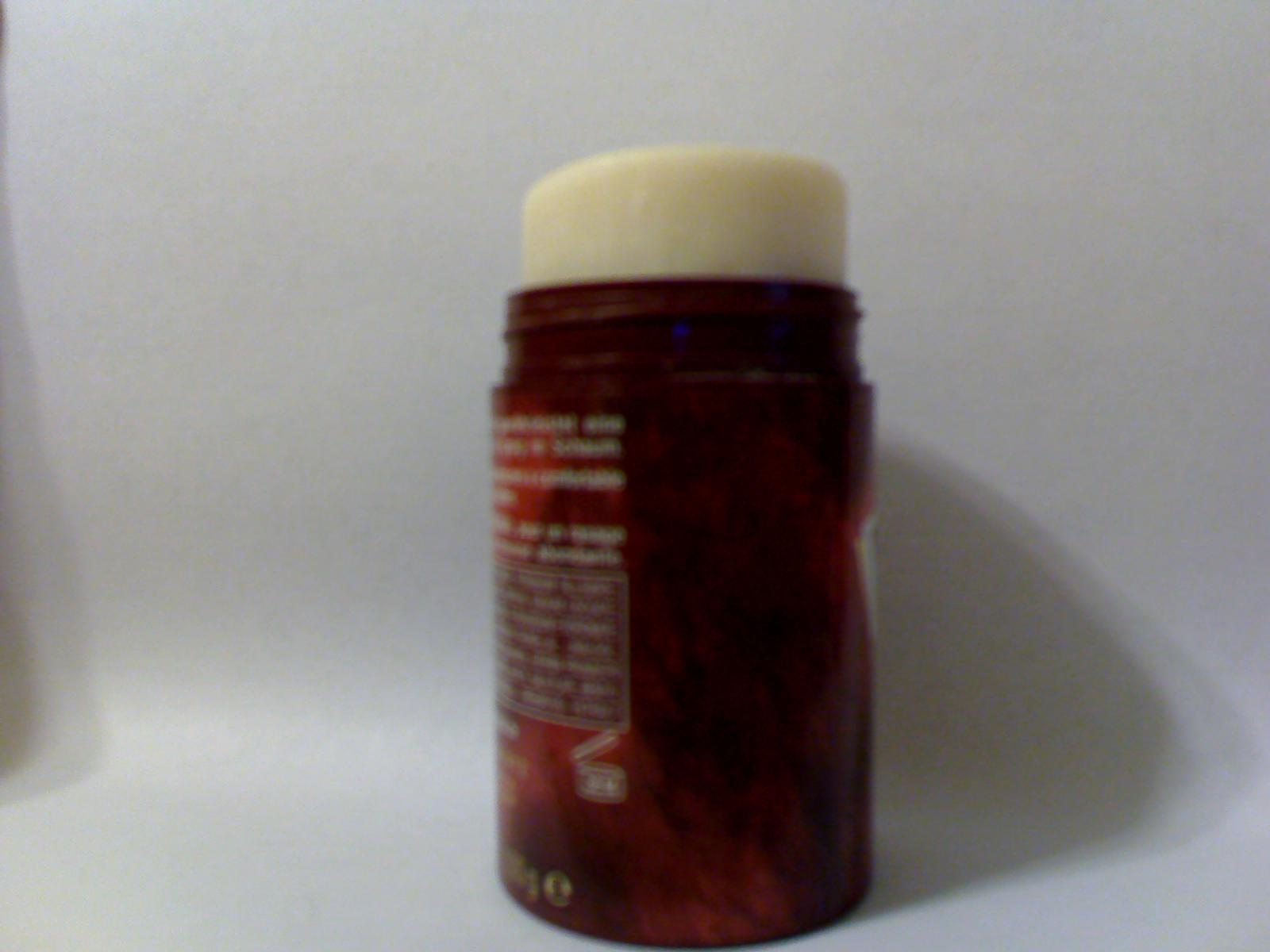
Barreta de sabó d'afaitar.

Al contrari que els sabons per a la dutxa que tenen forma rectangular, el sabó tradicional per afaitar generalment es fabrica en forma de cercle amb un fons pla per unir en una tassa normal i corrent. Els sabons més cars (o de marques prestigioses) solen venir presentats amb el seu propi bol, comunament fet fusta o ceràmica, per donar-los un aspecte més elegant.
El sabó d'afaitar també es fabrica en forma de barreta cilíndrica fent pràctic per al viatge, ja que no cal una tassa per agitar amb la brotxa. En aquest cas, llisca la barreta sobre el rostre humit (de manera que la barba va recollint partícules de sabó) i després es fa un massatge la barba amb una brotxa humida generant l'escuma directament a la cara.

## Avantatges i desavantatges
El principal avantatge dels sabons per afaitar són la major lubricació que proporcionen en comparació amb els gels i escumes en pot, millorant encara més el lliscament de la navalla o maquineta.
Un mite que sol atribuir-se a l'afaitat amb brotxa i sabó és la qüestió del temps que pren per generar l'escuma. Aquest desavantatge no és del tot certa, ja que amb la pràctica es pot obtenir una gran quantitat d'escuma en aproximadament un minut, que no és molt menys del temps que es pren per aplicar gel o escuma de pot amb les mans. No obstant això, per als joves que comencen amb el seu afaitat, generar suficient escuma amb brotxa els pot prendre fins a dos minuts o més.

## Ingredients
Al contrari que amb la fabricació de gels i escumes enllaunats, la fabricació de sabons d'afaitar clàssics involucra menys processos industrials i solen contenir més ingredients naturals. Els ingredients més comuns són hidròxid de potassi i de sodi. La majoria d'ells conté més sèu per proporcionar lubricació eficaç. Altres ingredients comuns solen ser l'oli de coco, oli d'oliva, etc.